# 対称双線型形式
線型代数学における対称双線型形式（たいしょうそうせんけいけいしき、英: symmetric bilinear form, symmetric bilinear functional）は、ベクトル空間上の対称な双線型形式を言う。平たく言えば、実ベクトル空間上の標準内積を一般化した概念である。対称双線型形式は、直交極性や二次曲面の研究に非常に重要である。
文脈上、双線型形式について述べていると明らかな場合は、単に短く対称形式と呼ぶこともある。対称双線型形式は二次形式と近しい関係にあり、この両者の差異に関する詳細はε-二次形式の項目を参照。

## 定義
V を体 K 上の有限次元ベクトル空間とする。写像 b : V × V → K が、V 上の双線型形式であるとは、すべてのベクトル u, v, w ∈ V とスカラー λ ∈ K に対して次の3条件を満たすことである。
- {\displaystyle b(u+v,w)=b(u,w)+b(v,w)}
- {\displaystyle b(u,v+w)=b(u,v)+b(u,w)}
- {\displaystyle b(\lambda u,v)=\lambda b(u,v)=b(u,\lambda v)}

これらの3条件に加えて条件
- {\displaystyle b(u,v)=b(v,u)}

を満たすとき b : V × V → K を対称双線型形式という。

## 具体例
平面 R2 のベクトル x = (x1, x2) と y = (y1, y2) に対して
{\displaystyle b(x,y)=x_{1}y_{1}+x_{2}y_{2}}
で定まる標準内積 b : R2 × R2 → R は対称双線型形式である。また
{\displaystyle b'(x,y)=x_{1}y_{1}-x_{2}y_{2}}
で定まる写像 b′ : R2 × R2 → R や
{\displaystyle b_{0}(x,y)=0}
で定まる自明な写像 b0 : R2 × R2 → R なども対称双線型形式である。

## 表現行列
有限次元ベクトル空間 V の基底 E = {e1, …, en} をひとつ固定する。このとき V 上の双線型形式 b に対して n 次正方行列 B = (bij) を
{\displaystyle b_{ij}=b(e_{i},e_{j})}
で定義する。これを双線型形式 b の基底 E に関する表現行列という。表現行列 B は、双線型形式 b が対称であるとき、かつそのときに限り対称行列である。ベクトル u = ∑ n
i = 1  ui ei,  v = ∑ n
j = 1  vj ej ∈ V に対して値 b(u, v) は表現行列 B を用いて
{\displaystyle b(u,v)=[u_{1},\dotsc ,u_{n}]B{\begin{bmatrix}v_{1}\\\vdots \\v_{n}\end{bmatrix}}}
と表される。逆に（対称）行列 B が与えられると（対称）双線型形式 b が上の関係式から定まる。
新たな基底 E′ = {e′1, …, e′n} をとり、基底の変換行列 S = (sij)  が e′j = ∑ n
i = 1  sij ei で与えられているとする。このとき、 双線型形式 b の基底 E′ に関する表現行列 B′ は
{\displaystyle B'=S^{\top }\!BS}
で与えられる。

## 二次形式
V 上の対称双線型形式 b に対して q : V → K を
{\displaystyle q(v)=b(v,v)\qquad (v\in V)}
で定める。これを V 上の二次形式という。

## 直交性と特異性
双線型形式は対称ならば反射的である。ふたつのベクトル v, w ∈ V が V 上の対称双線型形式 b に関して直交するとは b(v, w) = 0 が成り立つことをいう。（反射性より、これは b(w, v) = 0 と同値。）これを記号 v ⊥ w で表す。
部分集合 X ⊆ V に対して X のすべてのベクトルと直交するベクトル全体からなる集合を X⊥ と表す。これは V の部分空間となる。とくに V⊥ は対称双線型形式 b の根基 (radical) と呼ばれる。
ベクトル v が根基に属するための必要十分条件は、適当な基底 E に関する表現行列 B を用いて述べれば、v を E に関して列ベクトルと同一視したとき {\displaystyle Bv=0} が成り立つことである。これは {\displaystyle v^{\top }B=0} とも同値である。
対称双線型形式 b が特異 (singular) であるとは、その根基が非自明なことをいう。また対称双線型形式 b が非退化あるいは非特異 (non-degenerate, non-singular) であるとは、特異でないことをいう。これは随伴写像
{\displaystyle {\hat {b}}\colon V\to V^{\ast },\ v\mapsto b(v,{-})}
が同型写像であることと同値である。ただし V* は V の双対空間 Hom(V, K) である。対称双線型形式 b が非退化ならば V の部分空間 W に対し W⊥ の次元は dim W⊥ = dim V − dim W である。

## 直交基底
V の基底 E = {e1, …, en} が V 上の対称双線型形式 b に関して直交するとは、
{\displaystyle b(e_{i},e_{j})=0\quad (\forall i\neq j)}
が成り立つことを言う。基礎体の標数が 2 でないとき、V は常に直交基底を持つ。このことの証明は数学的帰納法による。
基底 E が b に関して直交するための必要十分条件は、その表現行列 B が対角行列となることである。

### 符号数とシルベスターの慣性法則
最も一般の場合にシルベスターの慣性法則の主張は順序体 K 上で意味を持ち、表現行列の対角成分の 0 である個数、正である個数、負である個数が、直交基底の選択には依存しないことを主張する。これらの 3つの数値は、双線型形式の符号数と呼ばれる。

### 実係数の場合
実数体上の空間を考える場合には、もう少し詳しく述べることができる。{e1, …, en} を直交基底とする。
新たな直交基底 {e′1, …, e′n} を
{\displaystyle e'_{i}={\begin{cases}e_{i}&{\text{if }}b(e_{i},e_{i})=0\\e_{i}/{\sqrt {+b(e_{i},e_{i})}}&{\text{if }}b(e_{i},e_{i})>0\\e_{i}/{\sqrt {-b(e_{i},e_{i})}}&{\text{if }}b(e_{i},e_{i})<0\end{cases}}}
で定義すると、新たな表現行列 B は対角線上に 0, +1, −1 のみを成分に持つ対角行列になる。0 が現れるのは、根基が非自明となるときであり、かつそのときに限る。

### 複素係数の場合
複素数体上の空間を扱う場合も、同様に詳しくしかもより平易な形に述べることができる。{e1, …, en} を直交基底とする。
新たな基底 {e′1, …, e′n} を
{\displaystyle e'_{i}={\begin{cases}e_{i}&{\text{if }}\;b(e_{i},e_{i})=0\\e_{i}/{\sqrt {b(e_{i},e_{i})}}&{\text{if }}\;b(e_{i},e_{i})\neq 0\end{cases}}}
で定義すると、新たな表現行列 B は対角線上に 0 と 1 のみを成分に持つ対角行列となる。0 が現れるのは根基が非自明なときであり、かつそのときに限る。

## 直交偏極
標数が 2 でない体 K の上のベクトル空間 V 上で定義される、自明な根基を持つ対称双線型形式 b に対し、V の部分空間全体の成す集合 D(V) からそれ自身への写像
{\displaystyle \alpha \colon D(V)\to D(V),\;W\mapsto W^{\perp }}
を定義することができる。この写像は射影空間 PG(W) 上の直交極性 (orthogonal polarity) である。逆に、すべての直交極性はこの方法により得られる、自明な根基を持つ二つの対称双線型形式が同じ極性を持つための必要十分条件は、それらがスカラー倍の違いを除いて一致することである。